# Bidens frondosa
La forbicina peduncolata (nome scientifico Bidens frondosa L., 1753) è una specie di pianta angiosperma dicotiledone della famiglia delle Asteraceae (sottofamiglia Asteroideae, tribù Coreopsideae e sottotribù Coreopsidinae).

## Etimologia
L'etimologia del nome generico (Bidens) deriva da due parole latine ”bis” (= due volte) e “dens” (= dente) e si riferisce alle setole degli acheni di alcune specie di questo genere formate appunto da due denti appuntiti. L'epiteto specifico (frondosa) fa riferimento all'habitus della pianta.

Il binomio scientifico attualmente accettato (Bidens frondosa) è stato proposto da Carl von Linné (1707 – 1778) biologo e scrittore svedese, considerato il padre della moderna classificazione scientifica degli organismi viventi, nella pubblicazione Species Plantarum del 1753.

## Descrizione

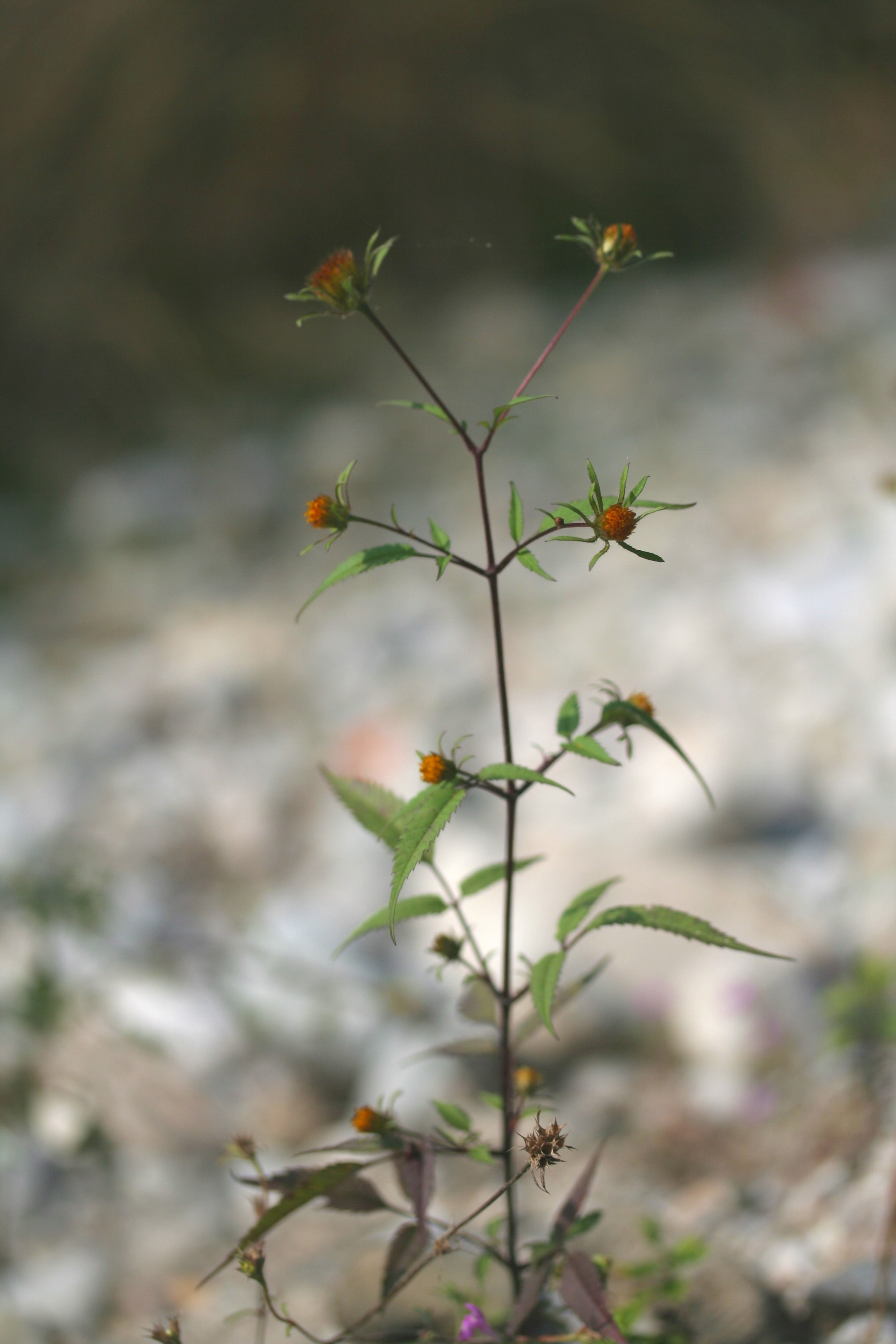
Il portamento

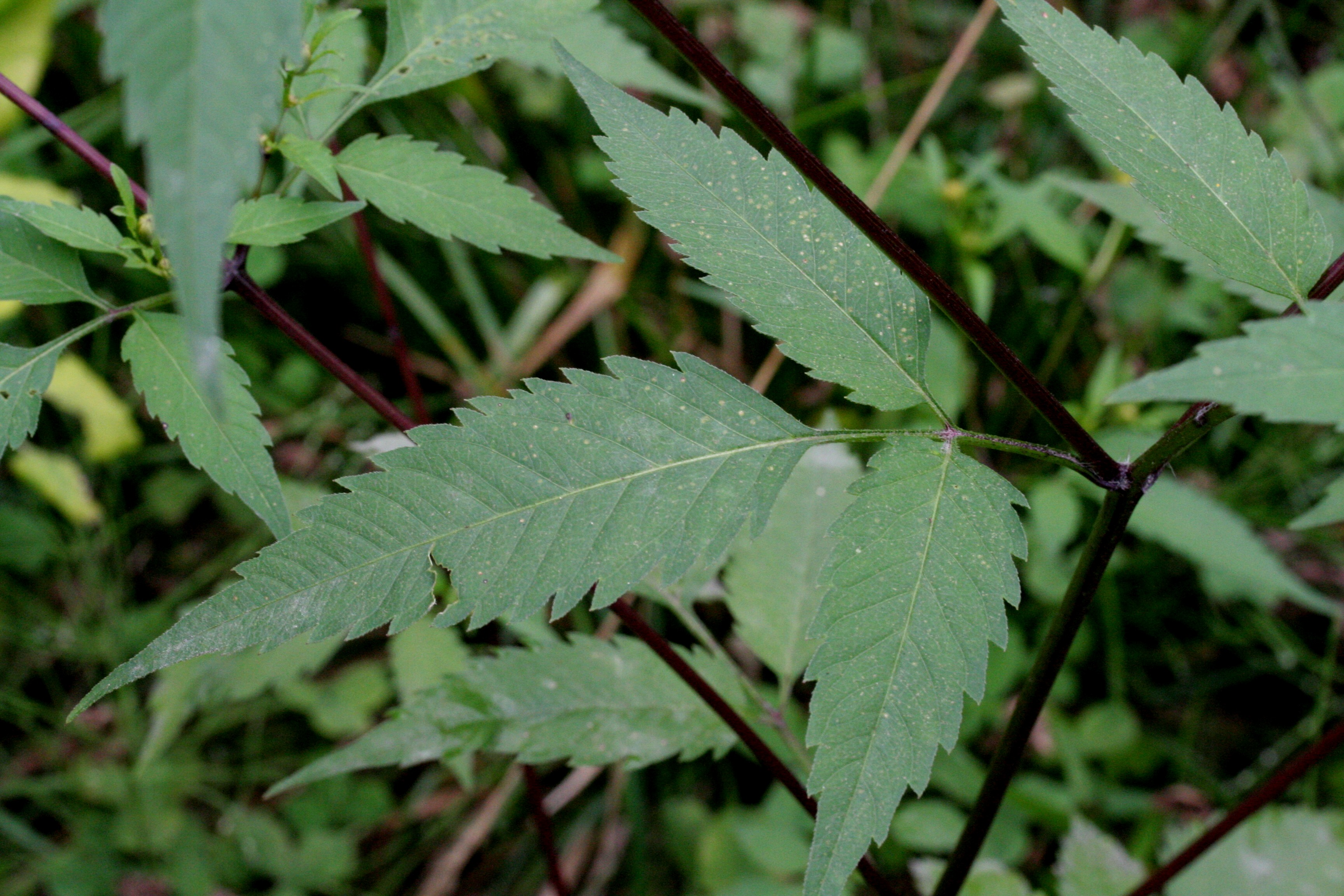
Le foglie

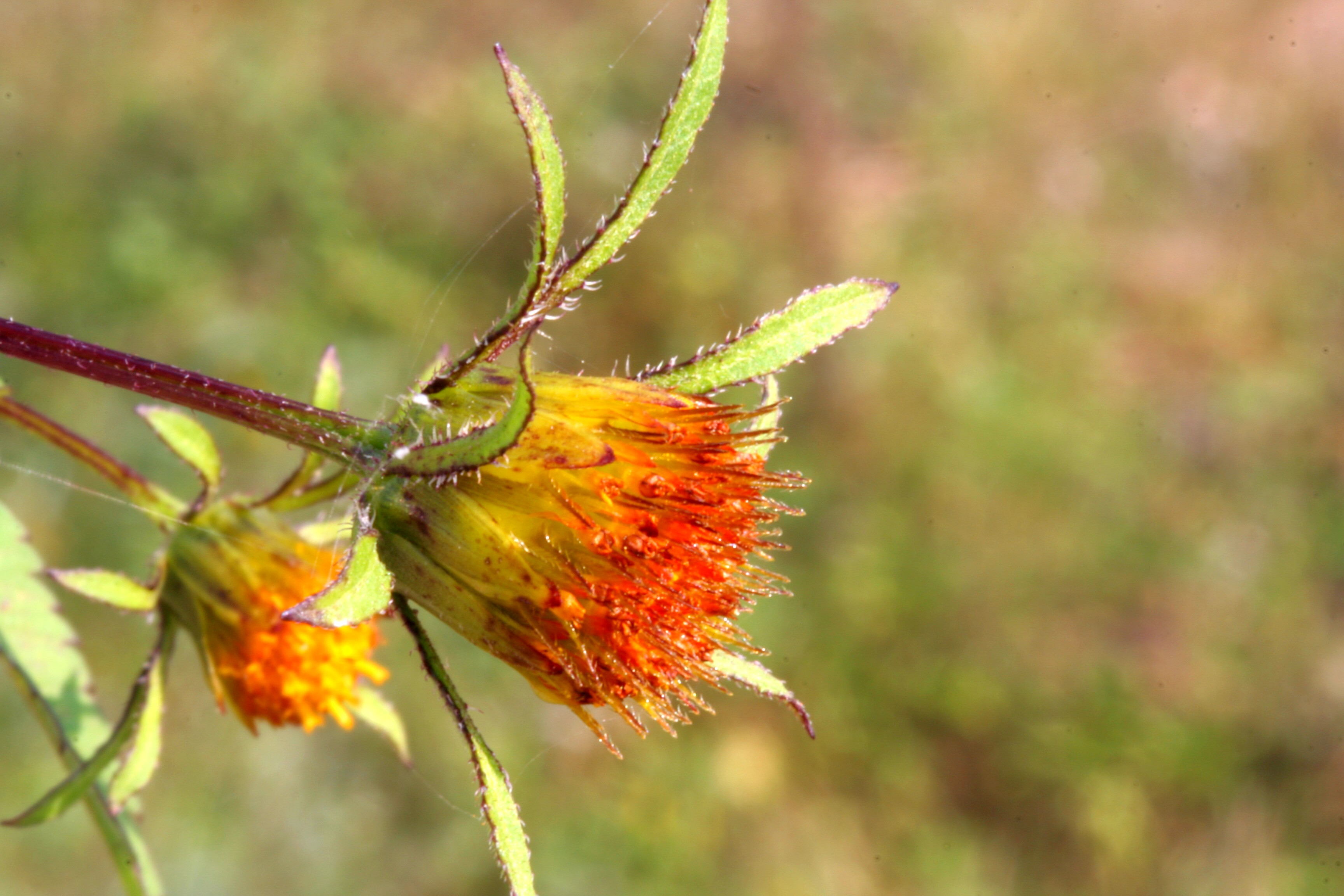
Il capolino

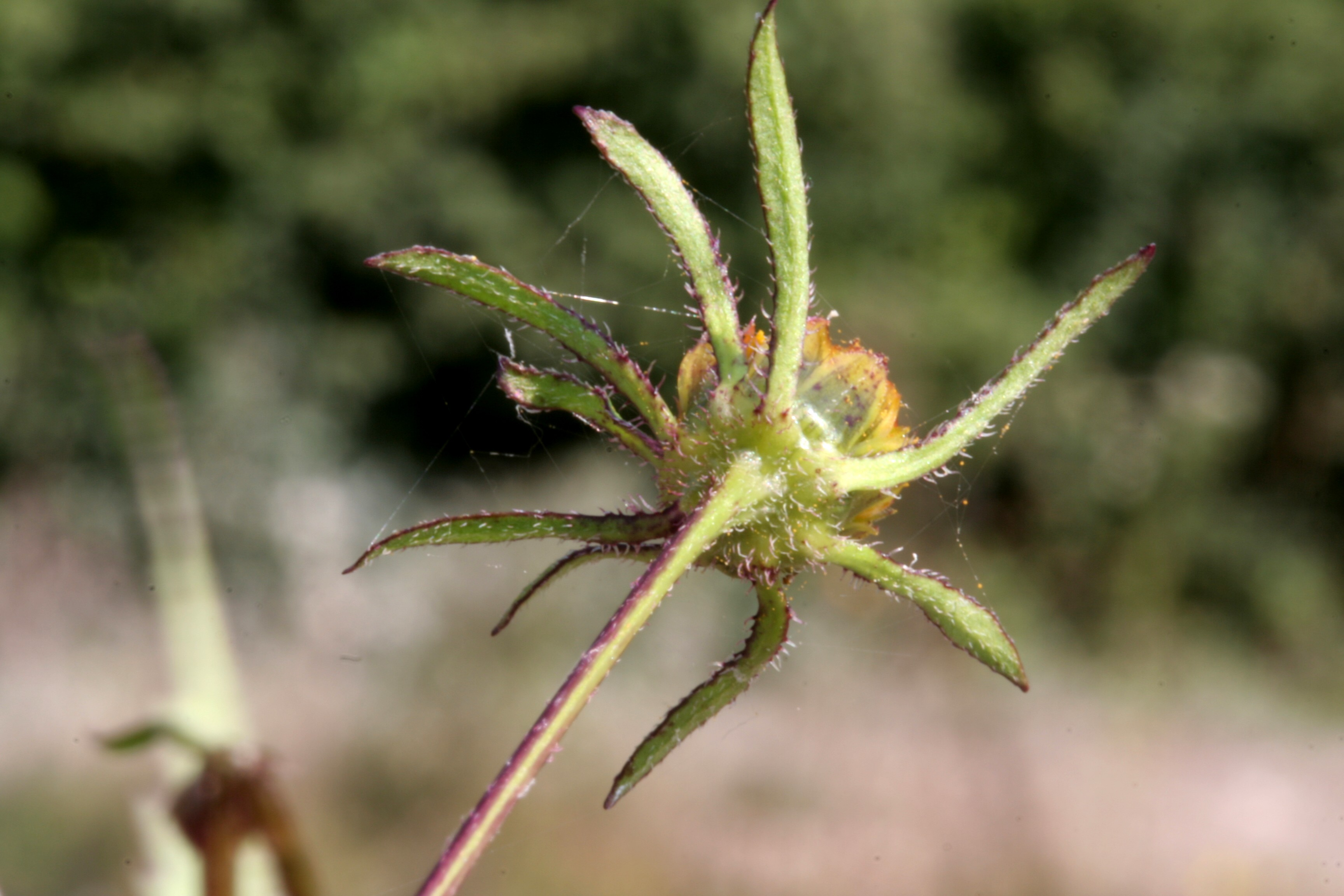
L'involucro

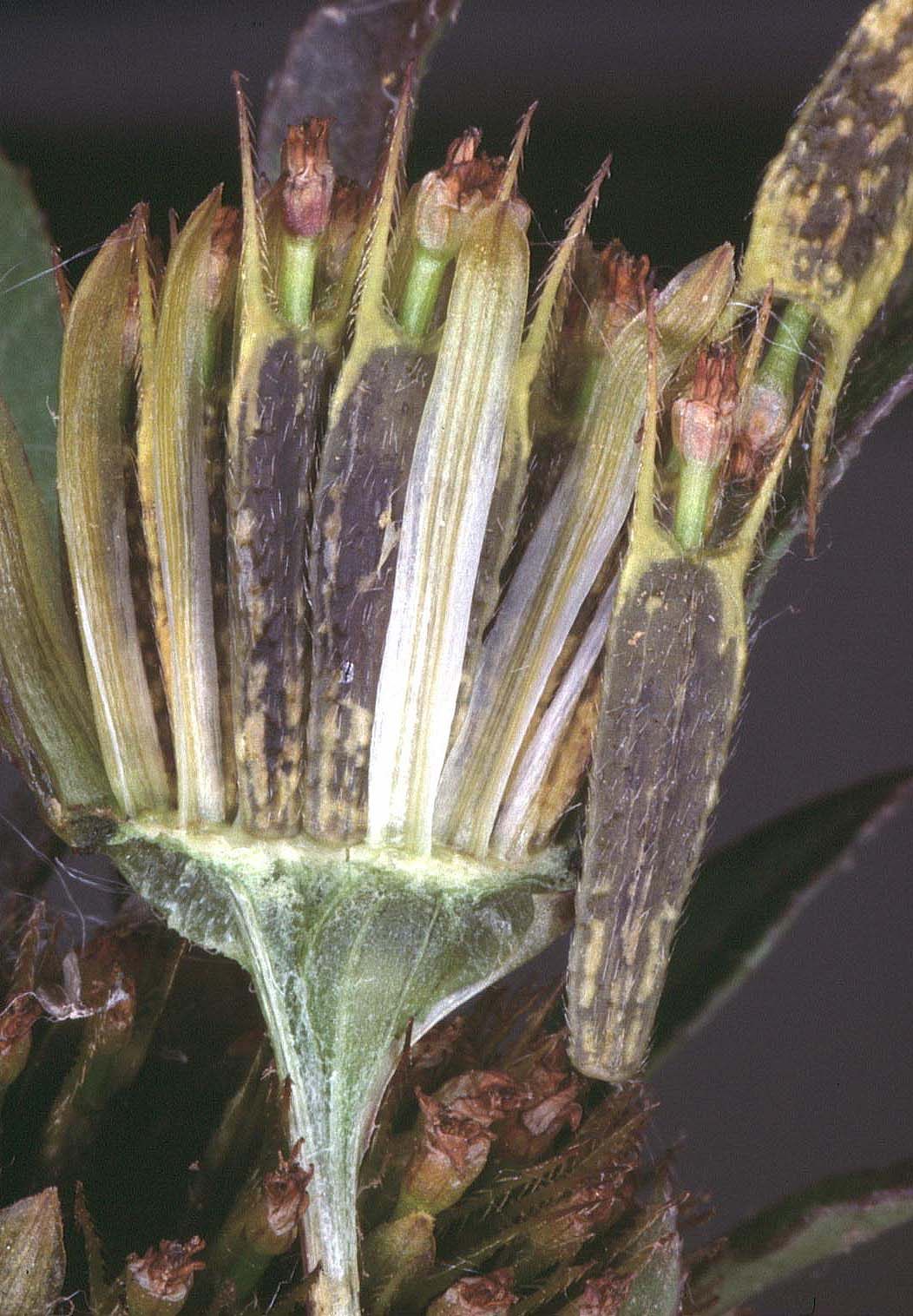
I frutti

Portamento.  Il ciclo biologico di questa specie è annuo. La forma biologica prevalente è terofita scaposa (T scap), ossia sono piante erbacee che differiscono dalle altre forme biologiche poiché, essendo annuali, superano la stagione avversa sotto forma di seme.
Radici. Le radici sono secondarie da fittone (di tipo fibroso).
Fusto. 
- Parte ipogea: la parte sotterranea e di tipo fittonante.
- Parte epigea: la parte aerea del fusto è eretta e ramificata. La sezione è quadrangolare ed è arrossata verso l'apice; la superficie è glabra. L'altezza di queste piante può variare normalmente da 30 a 150 cm (massimo 200 cm).

Foglie. Le foglie sono lungamente picciolate, opposte, a lamina tripartita (raramente a 5 segmenti) è sempre imparipennata. I segmenti (completamente divisi) hanno una forma lanceolata (da 3 a 6 volte più lunghi che larghi) con carenatura centrale e con margini vistosamente seghettati con dentelli acuti e distanziati. Il segmento centrale ha un peduncolo (o picciolo interno alla foglia) che può essere lungo fino a ½ lunghezza del segmento stesso. Lunghezza del picciolo: 10 – 40 mm. Dimensione della foglia completa: larghezza 20 – 60 mm; lunghezza 30 – 80 mm. Dimensione del segmento: larghezza 10 – 20 mm; lunghezza 35 – 60 mm.
Infiorescenza. Le sinflorescenze sono formate da capolini terminali, raramente ascellari, disposti in forme panicolate aperte o qualche volta raggruppati in cime corimbose. Le infiorescenze vere e proprie sono composte da un capolino peduncolato di tipo radiato/discoidale, con fiori eterogami. I capolini sono formati da un involucro, con forme da emisferiche a campanulate, composto da diverse brattee al cui interno un ricettacolo fa da base ai fiori di due tipi: fiori del raggio (non sempre presenti) e fiori del disco. Le brattee spesso sono dimorfe su due serie (involucro doppio) e hanno dimensioni scalate. Le due serie di bratee sono differenti nella forma: la serie esterna è composta circa da 6-8 brattee fogliacee verdi, sub-raggianti a forma da oblunga a lineare con margini cigliati; la serie interna si compone di altrettante brattee (o squame) più sottili (lanceolate), scariose e striate. I ricettacoli, strutture alla base dei fiori, sono piani o convessi e sono provvisti di pagliette a protezione dei fiori stessi. Lunghezza dei peduncoli: 10 – 40 mm. Diametro dei capolini: 10 – 20 mm. Dimensione dell'involucro: larghezza 6 mm; lunghezza 7 – 12 mm. 
Fiori.  I fiori sono tetra-ciclici (formati cioè da 4 verticilli: calice – corolla – androceo – gineceo) e pentameri (calice e corolla formati da 5 elementi). Si distinguono in:
- fiori del raggio (esterni): (sono assenti o presenti da 1 a 3 fiori) sono femminili, sterili (raramente fertili) e sono disposti su una sola serie; la forma è ligulata (zigomorfa); in realtà sono fiori tubulosi autogami con una breve ligula;
- fiori del disco (centrali): (da 20 a 60, massimo 120) hanno forme brevemente tubulose (attinomorfe); sono ermafroditi.

- Formula fiorale:

*/x K {\displaystyle \infty }, [C (5), A (5)], G 2 (infero), achenio 
- Calice: i sepali del calice sono ridotti ad una coroncina di squame.

- Corolla:

- fiori del raggio: la forma della corolla alla base è più o meno tubulosa-imbutiforme, mentre all'apice è ligulata; di solito sono colorati di giallo;
- fiori del disco: la forma è tubulare bruscamente divaricata in 5 lobi o denti; il tubo è breve o di lunghezza uguale alla gola; il colore è giallo-arancio intenso. Lunghezza dei fiori periferici (se presenti): 2 – 3,5 mm; Lunghezza dei fiori interni: 2,5 – 3 mm.

- Androceo: l'androceo è formato da 5 stami sorretti da filamenti generalmente liberi; gli stami sono connati e formano un manicotto circondante lo stilo.[5] Le appendici delle antere hanno delle forme ottuse/ovate e sono barbate. I canali resinosi possono oppure non essere presenti. Il tessuto endoteciale (rivestimento interno dell'antera) è quasi sempre polarizzato (con due superfici distinte: una verso l'esterno e una verso l'interno). Il polline è sferico con un diametro medio di circa 25 micron;  è tricolporato (con tre aperture sia di tipo a fessura che tipo isodiametrica o poro) ed è echinato (con punte sporgenti).

- Gineceo: l'ovario è infero uniloculare formato da 2 carpelli concresciuti e contenente un solo ovulo.[10] I bracci dello stilo (gli stigmi) sono pubescenti filiformi con lunghe linee stigmatiche.

- Antesi: da luglio a ottobre.

Frutti. I frutti sono degli acheni allungati (lanceolati/lineari), compressi, secchi, con parete sottile strettamente appressata attorno ad un unico seme e con un pappo munito di due reste e alcune setole spinate riflesse verso le due reste. Il colore è nerastro; mentre la superficie è ruvida. Dimensione degli acheni: 6 – 10 mm.

## Biologia
Impollinazione: tramite insetti (impollinazione entomogama tramite farfalle diurne e notturne).

Riproduzione: la fecondazione avviene fondamentalmente tramite l'impollinazione dei fiori.

Dispersione: i semi cadono a terra e vengono dispersi soprattutto da insetti come formiche (disseminazione mirmecoria). Un altro tipo di dispersione è zoocoria: gli uncini delle brattee dell'involucro (se presenti) si agganciano ai peli degli animali di passaggio che portano così i semi anche su lunghe distanze. Inoltre per merito del pappo (se presente) il vento può trasportare i semi anche per alcuni chilometri (disseminazione anemocora).

## Distribuzione e habitat

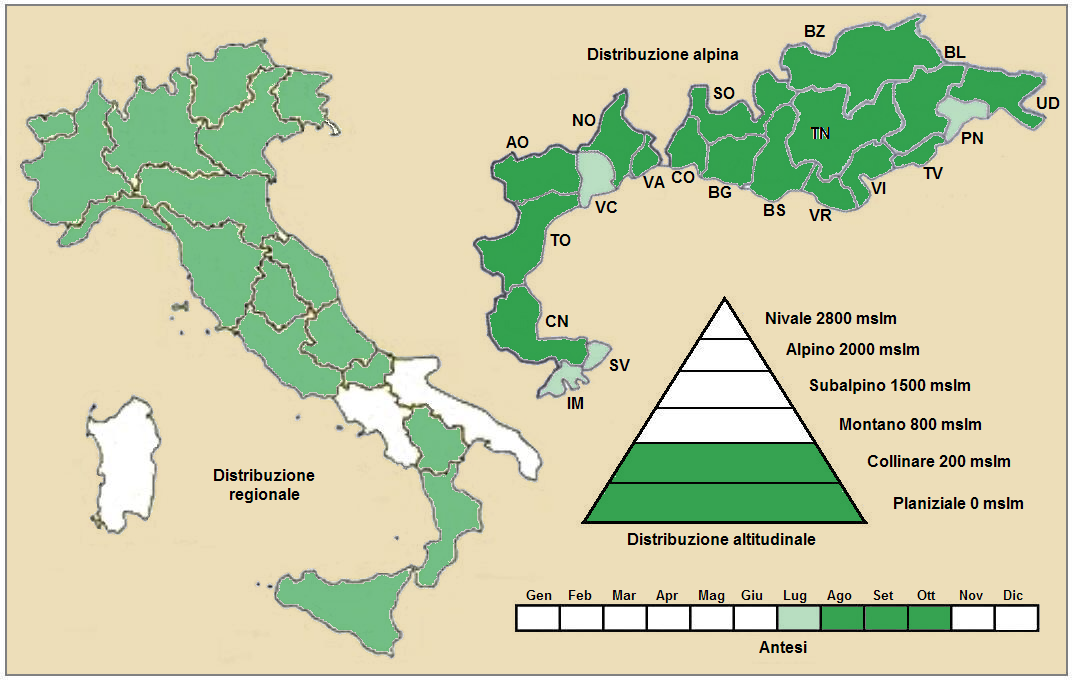
Distribuzione della pianta
(Distribuzione regionale – Distribuzione alpina)

Geoelemento: il tipo corologico (area di origine) è  Canadese e Nord Americano.

Distribuzione: questa specie è presente in quasi tutto il territorio italiano; è una “specie esotica naturalizzata”. Nelle Alpi è presente ovunque; mentre oltreconfine (sempre sull'arco alpino) si trova in Francia (dipartimenti di Hautes-Alpes e Drôme), in Svizzera (cantoni Vallese e Ticino), in Austria (Länder del Salisburgo, Carinzia e Stiria) e in Slovenia. Sugli altri rilievi europei è presente nella Foresta Nera, Vosgi, Massiccio Centrale e Pirenei. Fuori dall'Europa è presente nel Nord America.

Habitat: l'habitat tipico per queste piante sono i fanghi e luoghi umidi tipo paludi; ma anche gli ambienti temporaneamente inondati, le zone ruderali e le scarpate ferroviarie. Il substrato preferito è sia calcareo che siliceo con pH neutro, alti valori nutrizionali del terreno che deve essere bagnato.

Distribuzione altitudinale: sui rilievi queste piante si possono trovare fino a 300 m s.l.m.; frequentano quindi i seguenti piani vegetazionali: collinare, oltre a quello planiziale – a livello del mare. 

## Fitosociologia
Areale alpino
Dal punto di vista fitosociologico alpino la specie di questa voce appartiene alla seguente comunità vegetale:
Formazione: delle comunità terofiche pioniere nitrofile
Classe: Bidentetea tripartitae
Ordine: Bidentetalia tripartitae
Areale italiano
Per l'areale completo italiano la specie di questa voce appartiene alla seguente comunità vegetale:
Macrotipologia: vegetazione anfibia di fiumi, sorgenti e paludi
Classe: Bidentetea tripartitae Tüxen, Lohmeyer & Preising ex Von Rochow, 1951
Ordine: Bidentetalia tripartitae Br.-Bl. & Tüxen ex Klika in Klika & Hadac, 1944
Alleanza: Bidention tripartitae Nordhagen, 1940
Descrizione. L'alleanza Bidention tripartitae è relativa alle comunità terofitiche che si sviluppano sulle sponde dei fiumi e delle depressioni umide periodicamente inondate e ricche di nutrienti, su suoli limosi e argillosi. Gli ambienti ecologici che ospitano questo tipo di vegetazione sono soggetti a modificare la loro posizione, nel corso degli anni, in funzione delle periodiche alluvioni. Questa alleanza è distribuita in tutta l'Eurasia e il Nord America. In Italia si rinviene in quasi tutti i sistemi fluviali non fortemente alterati o canalizzati.
Specie presenti nell'associazione: Bidens frondosa, Bidens cernua, Bidens tripartita, Bidens aurea, Persicaria lapathifolia, Persicaria maculosa, Persicaria mitis, Persicaria hydropiper, Persicaria minor, Echinochloa crus-galli, Xanthium orientale, Rorippa palustris.
Altre alleanze e associazioni per questa specie sono:
- Phragmition communis
- Phragmitenion communis
- Magnocaricion elatae
- Agrostio stoloniferae-Scirpoidion holoschoeni

## Sistematica
La famiglia di appartenenza di questa voce (Asteraceae o Compositae, nomen conservandum) probabilmente originaria del Sud America, è la più numerosa del mondo vegetale, comprende oltre 23.000 specie distribuite su 1.535 generi, oppure 22.750 specie e 1.530 generi secondo altre fonti (una delle checklist più aggiornata elenca fino a 1.679 generi). La famiglia attualmente (2021) è divisa in 16 sottofamiglie; la sottofamiglia Asteroideae è una di queste e rappresenta l'evoluzione più recente di tutta la famiglia. Bidens è composto da oltre 200 specie, delle quali una decina sono naturalizzate/spontanee dei territori italiani.

### Filogenesi
La specie di questa voce è descritta nella sottotribù Coreopsidinae caratterizzata da capolini sotteso da una (o più) brattee fogliacee, da foglie con una disposizione opposta e da bracci dello stilo più corti dell'area stigmatica, e nel genere Bidens caratterizzato da fiori del disco bisessuali, da bracci dello stilo privi di larghe appendici papillose e da acheni con reste spinose.
Sandro Pignatti nella "Flora d'Italia" suddivide le specie italiane di Bidens in 5 gruppi. Bidens frondosa fa parte del quinto gruppo (E) caratterizzato da acheni dalla forma lanceolata, capolini a portamento eretto, e foglie non 2-pennatosette.
I caratteri distintivi della specie  SPECIE  sono:
- le foglie sono imparipennate;
- gli acheni sono appiattiti con 2 reste.

Il numero cromosomico delle specie di questa voce è: 2n = 48.

### Sinonimi
Sono elencati alcuni sinonimi per questa entità:
- Bidens melanocarpa Wiegand
- Bidens frondosa var. anomala  Porter ex Fernald
- Bidens frondosa f. anomala  (Porter ex Fernald) Fernald
- Bidens frondosa var. caudata  Sherff
- Bidens frondosa var. major  Hook.
- Bidens frondosa var. minor  Hook.
- Bidens frondosa var. pallida  (Wiegand) Wiegand
- Bidens frondosa var. stenodonta  Fernald & H.St.John
- Bidens melanocarpa var. pallida  Wiegand

### Specie simili
Questa pianta può facilmente essere confusa con la specie Bidens tripartita L. con la quale in molte zone si sta sostituendo. Le due specie si distinguono soprattutto nelle foglie: la Bidens frondosa ha le foglie con picciolo molto più allungato (specialmente il segmento centrale) e il rachide non è alato (la foglia non è decorrente lungo il picciolo come nella specie  Bidens tripartita); l'achenio si presenta con una superficie bitorzoluta (e non liscia) mentre le setole non sono patenti. Un altro elemento di distinzione, la serie esterna delle squame (descritte come brevi e non raggianti nella “Flora d'Italia” di Sandro Pignatti), non sembra essere significativo.

## Usi
Secondo la medicina popolare un infuso di questa pianta può essere utile per irritazioni, infiammazioni e sanguinamento delle mucose delle vie urinarie. Può essere usato anche per ipertrofia prostatica benigna; può inoltre prevenire il rischio di attacchi di gotta.